# Natal (futebolista)
Natal de Carvalho Boroni, ou simplesmente Natal (Belo Horizonte, 24 de Novembro de 1945) é um ex-futebolista brasileiro, que atuava como ponta-direita.
Sua trajetória foi iniciada no futebol amador da Cidade Industrial, região metropolitana de Belo Horizonte, no início dos anos sessenta. Quando jogava pelo time do Barreiro, Natal foi descoberto por olheiros e encaminhado para os juniores do Cruzeiro, no ano de 1963. Ponta direita habilidoso, de porte físico pouco privilegiado, que usava de sua incrível velocidade para vencer seus marcadores. Brincalhão e contador de piadas, também ficou conhecido como “diabo loiro”.
Em 1964, foi lançado aos poucos em algumas partidas do time principal. No mesmo ano faturou seu primeiro título: o Campeonato Mineiro de Juniores. Novamente em 1965, foi campeão do Torneio de Aspirantes.
Quando estourou a idade limite da categoria júnior, em 1966, Natal começou a atuar entre os titulares e  aos poucos conquistou a posição.
Transformou-se num dos destaques da equipe mineira na campanha vitoriosa da Taça Brasil, quando marcou o gol da vitória por 3 a 2, no crepúsculo da partida com o Santos em pleno Pacaembu, no dia 7 de dezembro de 1966. Além da inesquecível Taça Brasil, o atacante também conquistou o campeonato mineiro nas edições de 1965, 1966, 1967, 1968 e 1969.
No Cruzeiro viveu a melhor fase de sua carreira formando um ataque inesquecível ao lado de Tostão, Evaldo, Dirceu Lopes e Hilton Oliveira.
A rápida ascensão garantiu ao ponta direita um lugar na Seleção Brasileira, para disputar a Copa Rio Branco em 1967. Pouco tempo depois, precisou operar os meniscos e ficou afastado por alguns meses dos gramados.
No início dos anos setenta, a fama de boêmio e os desentendimentos com o então supervisor de futebol, Flávio Costa, irritaram definitivamente o dirigente Cármine Furletti, que colocou seu passe a venda com o valor estipulado em 117 000 cruzeiros.
Negociado com o Corinthians, que naquela época adorava contratar ponteiros direitos, Natal chegou com bastante fama e prestígio. No final das contas, foram apenas 10 jogos pelo alvinegro, obtendo quatro vitórias, quatro empates, duas derrotas e anotando apenas um gol.
Depois do Corinthians, Natal jogou uma temporada pelo Bahia e pouco tempo depois retornou para o Cruzeiro, em 1972. A segunda passagem pelo alvi-celeste durou pouco e novamente voltou ao Bahia, em 1973. Na “boa terra”, Natal era um dos ídolos da torcida e marcou época ao lado de valores como Douglas, Picolé e o ponteiro-esquerdo Perí.
Quando saiu do Bahia, Natal atuou ainda pelo Vitória (BA), Londrina (PR), América-MG (MG), Valeriodoce (MG), Democrata (MG), Caldense(MG) e terminou a carreira no Villa Nova (MG), em 1981, com trinta e cinco anos.
Atualmente, Natal é aposentado e trabalha como olheiro das categorias de base do Cruzeiro, buscando novos talentos para a base celeste.

## Títulos
Cruzeiro
- Campeonato Brasileiro: 1966
- Campeonato Mineiro: 1965, 1966, 1967, 1968, 1969